# Gundam Wing (anime)
Cet article concerne l’anime. Pour le manga, voir Gundam Wing
Autre
New Mobile Report Gundam Wing (新機動戦記ガンダムＷ, Shin kidou senki Gundam W [Gandamu Uingu]), aussi appelé Mobile Suit Gundam Wing et abrégé Gundam Wing en Occident, est une série télévisée de science-fiction d'animation japonaise en 49 épisodes de 24 minutes, créée par Masashi Ikeda et diffusée entre le 7 avril 1995 et le 29 mars 1996 sur Animax et TV Asahi. En France, seuls les 26 premiers épisodes de la série ont été diffusés, à partir du 22 octobre 2001 sur M6, mais l'intégralité de la série a été diffusée sur Fun TV avant la diffusion sur M6.

## Synopsis
Ère de la Colonisation : l'Humanité habite également l'espace par des regroupements de colonies autarciques à chacun des cinq points de Lagrange Terre/Lune.
Sur la planète bleue, les nations se sont unies au sein de l'Alliance Terrestre, qui dirige d'une main de fer les Colonies, tandis que celles-ci se regroupent autour de la figure politique de Heero Yuy pour exprimer leur désir de paix : mais en l'an 175 EC, Yuy est tué par balle, amenant à la disparition (juste après achèvement du Tallgeese, prototype d'armure mobile) de cinq scientifiques de l'Organisation du Zodiaque, corps spécial de pilotes d'élite de l'Alliance.
En l'an 195 EC, est déclenchée en représailles l'« Opération Météore » : cinq armures mobiles technologiquement supérieures aux modèles ordinaires, les Gundam, avec leurs pilotes surentraînés et autonomes voués à se battre dans l'intérêt des Colonies, sont chacune de leur côté clandestinement larguées sur Terre pour accomplir des opérations de destruction contre OZ et l'Alliance.

## Personnages
De nombreux personnages de Gundam Wing portent des noms évoquant des nombres, parfois en français :
- 0 : Jay Null (de l’allemand null) ;
- 1 : Heero Yuy (romanisation déformée du japonais 唯 — yui, « seul ; unique ») ; Lady Une (retranscrit approximativement) ; Odin Lowe (du russe оди́н — odin, « un ; seul ») ;
- 2 : Duo Maxwell (du latin Ⅱ) ;
- 3 : Trowa Barton (romanisation déformée de trois) ;
- 4 : Quatre Raberba Winner ; Henry Vier (de l’allemand vier) ;
- 5 : Wufei Chang (du chinois 五 — wǔ en mandarin) ;
- 6 : Zechs Merquise[3] (romanisation déformée de l’allemand sechs) ;
- 7 : Général Septem (du latin Ⅶ) ;
- 8 : Lieutenant Otto (de l’italien) ; Inspecteur Acht (de l’allemand acht) ;
- 9 : Lucrezia Noin (romanisation de l’allemand neun) ;
- 10 : Dekim Barton (du latin Ⅹ — cardinal decem et ordinal decimus) ; Gwinter Septem (romanisation déformée du latin -ginta — suffixe cardinal des dizaines) ;
- 12 : Tubarov Bilmon (romanisation déformée de l’allemand zwölf) ;
- 13 : Treize Khushrenada ;
- 15 : Quinze Quarante ;
- 16 : Colonel Sedici (de l’italien) ;
- 20 : Général Venti (idem) ;
- 30 : Trant Clark (romanisation déformée de trente) ;
- 40 : Quinze Quarante ;
- 90 : Maréchal Noventa (des langues ibériques) ;
- 1 000 : Comte Townsend (parophone de l’allemand tausend)
- 1 000 000 : Million Liddell‑Hart ;
- 1 000 000 000 : Miliardo Peacecraft (de l’italien).

### Série animée

#### Les pilotes de Gundam
Les cinq protagonistes de l’histoire, jeunes pilotes des Colonies largués chacun sur Terre avec leur armure mobile respective pour contrer OZ.
- Heero Yuy[4], pilote attitré des « Gundam 01[5] » (Wing Gundam) et « [Wing] Zero » (Wing Gundam Zero)
- Duo Maxwell, pilote attitré des  « Gundam 02[5] » (Gundam Deathscythe et Gundam Deathscythe-Hell)
- Trowa Barton, pilote attitré des  « Gundam 03[5] » (Gundam Heavyarms et Gundam Heavyarms Kai)
- Quatre Raberba Winner, pilote attitré des  « Gundam 04[5] » (Gundam Sandrock et Gundam Sandrock Kai)
- Wufei Chang, pilote attitré des  « Gundam 05[5] » ou « Nataku[6] » (Shenlong Gundam et Altron Gundam)

#### Personnages de soutien
Des personnages secondaires étroitement liés à au moins un des cinq protagonistes.
- Relena Darlian, fille du ministre délégué Darlian
- Lucrezia Noin, formatrice de pilotes des Forces spéciales de OZ et « premier lieutenant[7] (baronnette) » commandant à la base du Lac Victoria
- Sally Po, major de l’Alliance Terrestre affectée à la Colonie A0206
- Catherine Bloom, lanceuse de couteaux d’un cirque itinérant
- Hilde Schbeiker, « lieutenant[7] (dame) » volontaire des Colonies dans l’armée spatiale de OZ
- Rashid Kurama[8], commandant du Corps de Maganac
- M. Howard (Mike Howard), l’un des six créateurs du prototype Tallgeese

#### Les ingénieurs des Gundam
Des ingénieurs des Colonies, chacun créateur de l’une des cinq armures mobiles principales et commanditaire de son pilote respectif.
- Docteur J (Jay Null), ingénieur des Colonies L1, créateur du Wing et mentor de Heero Yuy
- Professeur G[9] (DD[10]), ingénieur des Colonies L2, créateur du Deathschythe et mentor de Duo Maxwell
- Docteur S[11], ingénieur des Colonies L3, créateur du Heavyarms et mentor de Trowa Barton
- Professeur H (Henry Vier), ingénieur des Colonies L4, créateur du Sandrock et mentor de Quatre Raberba Winner
- Maître O (Wu Wanglong), ingénieur des Colonies L5, créateur du Shenlong (ou Nataku) et mentor de Wufei Chang

#### Alliance Terrestre
Forces armées unifiées de la Terre.
- Maréchal Noventa, chef d’état-major de l’Alliance ; faction pacifiste
- Général Septem, chef d’état-major des Forces spatiales de l’Alliance ; faction belliciste
- Commandant Gwinter Septem, fils et successeur du précédent retranché sur la Colonie D120
- Général Venti, chef d’état-major des Forces terrestres de l’Alliance
- Général Daigo Onnegel, criminel de guerre meneur de la première attaque contre le Royaume de Sanc — où il est basé
- Colonel Bund, commandant belliciste de la junte militaire chinoise suite à un coup d’État
- Major Nanaki, officier patriote sous les ordres du colonel Bund

#### OZ
Forces autonomes au sein de l’Alliance composées d’officiers d’élite.
N.B. : les soldats de OZ, associés à l’aristocratie, ont conjointement un grade fictif (équivalent à un réel en version originale ; réattribué en version française) avec un titre de noblesse.
- Zechs Merquise[3], « capitaine[7] (baron) » réputé et pilote mystérieux au visage masqué (archétype récurrent de la franchise), homme de confiance de Treize Khushrenada
- Treize Khushrenada, « colonel[7] (duc) », meneur charismatique de OZ et ami de Zechs Merquise
- Lady Une, « lieutenant-colonel[7] (comtesse) » des Forces spéciales et bras droit dévoué du colonel Treize
- Oswald Walker, « lieutenant[7] (chevalier) » officier de la base de Corse loyal au capitaine Zechs
- Otto, « lieutenant[7] (chevalier) » et compatriote loyal au capitaine Zechs
- Nichols[12], « lieutenant[7] (chevalier) » subordonné au lieutenant-colonel Lady Une
- Trant Clark, « capitaine[7],[13] » subordonné au colonel Tubarov

#### Fondation Romefeller
L’organisation dirigeant OZ, composée de famille influentes de l’aristocratie terrienne.
- Dorothy Catalonia, petite-fille du duc Dermail
- Duc Dermail (Dermail Catalonia), meneur de la Fondation Romefeller
- Colonel Tubarov (Tubarov Bilmon), ingénieur en chef de la Fondation Romefeller et créateur du système MD
- Comte Townsend, général d’un pays affilié à la Fondation Romefeller
- Inspecteur Acht, inspecteur militaire de la Fondation Romefeller

#### Lotus Blanc
Une organisation terroriste militarisée dédiée à libérer les Colonies et les protéger des menaces extérieures.
- Quinze (Quinze Quarante), meneur de la société du Lotus Blanc
- Colonel Sedici, membre infiltré dans la Fondation Romefeller affecté par le colonel Tubarov à la construction du Libra

### OVAEndless Waltz

#### Fondation Barton
Une organisation des Colonies vouée à exécuter l'« Opération Météore »
- Dekim Barton, meneur de la Fondation Barton
- Mariemaia Barton (Mariemaia Khushrenada), petite‑fille de Dekim Barton et meneuse de l’Armée de Mariemaia

## Les armures mobiles
N.B. : la catégorie informelle des « poupées mobiles » (MD ou Mobile Doll) regroupe les unités d’armure mobile qui sont — tout modèle confondu — équipés du système éponyme, une intelligence artificielle commandant la machine en lieu et place d’un pilote humain.
En plus des Gundam principaux et du prototype Tallgeese, il y a dans l’Ère de la Colonisation d’autres armures mobiles produites en masse et adaptées à certains types de terrain d’opération. Leurs noms renvoient à des constellations du Zodiaque :
- Lion : le Leo, armure mobile terrestre, la plus répandue ;
- Bélier : le Aries, armure mobile terrestre/aérienne ;
- Cancer : le Cancer, armure mobile sous-marine ;
- Capricorne : le Tragos[14], armure mobile terrestre ;
- Poisson : le Pisces, armure mobile sous-marine ;
- Taureau : le Taurus, armure mobile terrestre conçue pour le combat spatial avec pilote, elle est aussi la première à être équipée du système MD ;
- Vierge : le Virgo, armure mobile terrestre, la seule armure sans pilote et conçue pour être équipée du système MD.

## Production et supports

### Série animée

#### Fiche technique
- Titre : Gundam Wing
- Titre original : 新機動戦記ガンダムＷ - Shin Kidou Senki Gundam W
- Réalisation : Masashi Ikeda
- Scénario de Katsuyuki Sumizawa d'après Gundam Wing de Koichi Tokita (dessins) et Yoshiyuki Tomino (histoire)
- Adaptation française : Frédéric Espin pour SOFI[15]
- Musique : Kō Ōtani
- Production :  Sunrise pour Animax et TV Asahi
- Distribution en France : Beez Entertainment
- Durée : 49 x 24 minutes
- Dates de diffusion :  Japon : 7 avril 1995 ;  France : 18 février 2002

#### Distribution

##### Voix originales
- Akio Ôtsuka : Narrateur
- Hikaru Midorikawa : Heero Yuy
- Toshihiko Seki : Duo Maxwell
- Shigeru Nakahara : Trowa Barton
- Ai Orikasa : Quatre Raberba Winner
- Ryūzō Ishino : Wufei Chang
- Takehito Koyasu : Zechs Merquise
- Ryōtarō Okiayu : Treize Khushrenada
- Chisa Yokoyama : Lucrezia Noin
- Sayuri Yamauchi : Lady Une
- Akiko Yajima : Relena Darlian
- Kae Araki : Hilde Schbeiker
- Isshin Chiba : Général Septem
- Yumi Tōma : Sally Po
- Naoko Matsui : Dorothy Catalonia

##### Voix françaises
- Lionel Tua : Narrateur

- Franck Tordjman : Heero Yuy
- Paolo Domingo : Duo Maxwell
- Olivier Jankovic : Trowa Barton
- Pascal Grull : Quatre Raberba Winner
- Tony Marot : Wufei Chang

- Damien Boisseau : Zechs Merquise
- Thierry Monfray : Treize Khushrenada
- Marie Millet : Lucrezia Noin
- Isabelle Maudet : Lady Une

- Valérie de Vulpian : Relena Darlian, Hilde Schbeiker, Sally Po
- Isabelle Maudet : Dorothy Catalonia
- Thierry Buisson : Capitaine Rachid

#### Musiques

##### Génériques
| Début    | Début                                                            | Début                                                            | Fin      | Fin                                                | Fin                                                                    |
| Épisodes | Titre                                                            | Artiste(s)                                                       | Épisodes | Titre                                              | Artiste(s)                                                             |
| -------- | ---------------------------------------------------------------- | ---------------------------------------------------------------- | -------- | -------------------------------------------------- | ---------------------------------------------------------------------- |
| 1‑40     | JUST COMMUNICATION (ja) (litt. « Rien que de la communication ») | TWO-MIX (KING RECORDS) (TWO-MIX（King Records）, [Kingu Rekōdo]) | Tous     | It’s Just Love (litt. « Ce n’est que de l’amour ») | Lumi Ohishi (APOLLON) (大石ルミ（アポロン (ja)）, Ōishi Rumi [Aporon]) |
| 41‑49    | RHYTHM EMOTION (ja) (litt. « Émotion du rythme »)                | TWO-MIX (KING RECORDS) (TWO-MIX（King Records）, [Kingu Rekōdo]) | Tous     | It’s Just Love (litt. « Ce n’est que de l’amour ») | Lumi Ohishi (APOLLON) (大石ルミ（アポロン (ja)）, Ōishi Rumi [Aporon]) |

### OVA

#### Gundam Wing: Operation Meteor
Gundam Wing: Operation Meteor (新機動戦記ガンダムＷ オペレーション・メテオ ODD＆EVEN NUMBERS, Shin kidō senki Gandamu W Operēshon Meteo ODD&EVEN NUMBERS), mini‑série de quatre épisodes sortie en 1996, est une compilation récapitulative de la série.

#### Gundam Wing: Endless Waltz
Gundam Wing: Endless Waltz (新機動戦記ガンダムW Endless Waltz, Shin kidō senki Gandamu W Endless Waltz) est une suite dont l'histoire se déroule diégétiquement après la fin de la série.

Logotype de Gundam Wing: Endless Waltz

Elle est tout d'abord sortie en 1997 en OVA de trois épisodes, puis compilée en 1998 au format filmique avec une nouvelle bande-son et huit minutes supplémentaires.

## Commentaires
- Également inspiré des constellations du Zodiaque, le Libra (Balance) est un vaisseau de guerre construit par la Fondation Romefeller et dont le groupe de dissidents de la société du Lotus Blanc a pris le contrôle ;
- Les épisodes 27 et 28 sont des récapitulatifs de la première partie de la série : les évènements passés sont narrés du point de vue de personnages principaux, offrant certains éclairages sur leurs psychologies.

### Sources
- (en) Cet article est partiellement ou en totalité issu de l’article de Wikipédia en anglais intitulé « Mobile Suit Gundam Wing » (voir la liste des auteurs).
- (fr) Cosmic Era